# Miguel Tavares
Miguel Tavares Rodrigues (Amadora, 2 marzo 1993) è un pallavolista portoghese, palleggiatore del Warta Zawiercie.

## Carriera

### Club
La carriera di Miguel Tavares inizia nel Benfica, in Primeira Divisão, nella stagione 2010-11: resta legato al club di Lisbona per quattro annate aggiudicandosi due scudetti, due Coppe di Portogallo e quattro Supercoppe portoghesi.
Nella stagione 2014-15 viene ingaggiato dal Piacenza in Superlega italiana, dove rimane per due annate, per poi passare, per il campionato 2016-17 al Tourcoing, nella Ligue B francese, con cui conquista la promozione in Ligue A, categoria dove milita nella stagione successiva veste la stessa maglia e vincendo la Coppa di Francia 2017-18.
Nella stagione 2018-19 si accasa al Rennes, sempre in Ligue A, mentre da quella successiva è impegnato nella Polska Liga Siatkówki, dapprima nel 
Cuprum Lubin dove rimane per un biennio e quindi nel Warta Zawiercie dove si trasferisce nell'annata 2021-22.

### Nazionale
Dopo aver fatto parte delle nazionali giovanili portoghesi, esordisce in quella maggiore nel 2012, conquistando nel 2018 la medaglia d'oro alla Volleyball Challenger Cup.

## Palmarès

### Club
- Campionato portoghese: 2

2012-13, 2013-14
- Coppa di Portogallo: 2

2010-11, 2011-12
- Coppa di Francia: 1

2017-18
- Supercoppa portoghese: 4

2010, 2011, 2012, 2013

### Nazionale (competizioni minori)
- Volleyball Challenger Cup 2018

### Premi individuali
- 2018 - Ligue A: Miglior palleggiatore